# Way-Archipel
Der Way-Archipel ist ein bogenförmiger Archipel aus mehr als 120 kleinen Inseln und Klippenfelsen vor der Georg-V.-Küste im Australischen Antarktis-Territorium. Diese verteilen sich von der Umgebung des Kap Gray an der Ostseite der Einfahrt zur Commonwealth-Bucht bis zur Ostseite der Einfahrt zur Watt Bay. Größte Insel des Archipels ist mit einem Durchmesser von 400 m Stillwell Island.
Teilnehmer der Australasiatischen Antarktisexpedition (1911–1914) unter der Leitung des australischen Polarforschers Douglas Mawson entdeckten den Archipel. Mawson benannte ihn nach dem australischen Juristen Samuel Way (1836–1916), Kanzler der University of Adelaide von 1883 bis 1916 und leitender Richter am Obersten Gerichtshof von South Australia von 1876 bis zu seinem Tod.